# Legoland Maleisië
Legoland Maleisië is een attractiepark van Legoland in de Maleisische plaats Iskandar Puteri. Het park opende op 15 september 2012 als eerste Legoland van Azië en is in handen van Merlin Entertainments.
Attracties · Afbeeldingen